# Cobitis haasi
Cobitis haasi es una especie de peces de la familia Cobitidae en el orden de los Cypriniformes.

## Reproducción
Es ovíparo.

## Morfología
• Los machos pueden llegar alcanzar los 9 cm de longitud total y las hembras 9,9 cm.

## Alimentación
Come invertebrados y  plantas.

## Hábitat
Vive en zonas de clima templado.

## Distribución geográfica
Se encuentra en la península ibérica: ríos  Mijares,  Turia,  Júcar y río Bullent.

## Estado de conservación
Se encuentra amenazado de extinción debido a la contaminación, la destrucción de su hábitat natural y la introducción de especies invasivas.